# ステーションらんでぶ〜
『ステーションらんでぶ〜』（STATION RENDEZ-VOUS）は中国地方および四国地方のJFN系列4局（エフエム山陰・岡山エフエム放送・エフエム香川・エフエム高知）ネットで放送される情報番組。毎週月曜 - 木曜 14:40 - 14:47に、4局とも全国ネット番組『レコレール』の当該時間帯を差し替えて放送される。
1993年に放送開始。曜日ごとに4局が日替わりで番組を担当するので、キー局は特に決められておらず、いわば担当曜日がキー局となる。キャッチコピーは「日本海から瀬戸内海、太平洋まで電波で縦断!“ステーションらんでぶ〜”!」。

## ネット局と担当曜日
各局、「radiko」および「radiko.jpプレミアム」で全国聴取も可能。
| 担当曜日 | 放送対象地域   | 放送局名                       | パーソナリティ | 放送期間    | 備考       |
| -------- | -------------- | ------------------------------ | -------------- | ----------- | ---------- |
| 月曜     | 島根県・鳥取県 | エフエム山陰（V-air）          | 大坂愛         | 1993年 -    | 共同製作局 |
| 火曜     | 岡山県         | 岡山エフエム放送（FM OKAYAMA） | 松島彩         | 1999年4月 - | 共同製作局 |
| 水曜     | 香川県         | エフエム香川（FM香川）         | 楠本加奈       | 1993年 -    | 共同製作局 |
| 木曜     | 高知県         | エフエム高知（Hi-Six）         | 鈴木遥奈       | 1993年 -    | 共同製作局 |

過去のパーソナリティ
- みかわかよ（水曜担当《FM香川》、2014年4月2日～2020年9月30日）
- 大西由梨（木曜担当《Hi-Six》、2016年4月7日～2021年3月25日）

## ステーションらんでぶ～スペシャル
- 2010年～2012年に毎年秋頃の1ヵ月間、週末を中心に放送されるスペシャル番組として通常の3倍以上にあたる25分番組として放送された。FM OKAYAMAが製作している。パーソナリティが岡山県の備中エリアを旅をしたものを収録し、紹介する内容となっていた。